# Nematus poecilonotus
Nematus poecilonotus är en stekelart som beskrevs av Ernst Gustav Zaddach 1876. Nematus poecilonotus ingår i släktet Nematus, och familjen bladsteklar. Arten är reproducerande i Sverige.